# コミック0EX
『コミック0EX』（コミックゼロエクス）は、コアマガジンより、2007年12月10日から2010年05月10日まで出版されていた成人向け漫画雑誌である。

## 概要
2007年11月10日発売の『コミックメガプラス Vol.50』をもって休刊した『コミックメガプラス』の事実上の後継誌で、2010年05月10日発売の『コミック0EX Vol.30』をもって休刊した。執筆陣は後に事実上の後継誌である『コミックメガミルク』で連載した。

## 主な作家
この雑誌で執筆した経歴のある作家を挙げる。
- 林家志弦
- 琴義弓介
- EB110SS
- 山文京伝
- 高崎たけまる
- PONPON
- 大瀧一文
- 河上康
- アガタ
- 巴天舞
- Rico
- 小宮裕太